# Rakaia media
Rakaia media - gatunek kosarza z podrzędu Cyphophthalmi i rodziny Pettalidae.

## Biotop
Gatunek ten bytuje w ściółce drzew liściastych.

## Podgatunki
Wyróżniono dwa podgatunki: 
- Rakaia media insula Forster, 1952
- Rakaia media media Forster, 1948

## Występowanie
Jak wszyscy przedstawiciele rodzaju jest endemitem Nowej Zelandii. Oba podgatunki występują na Wyspie Północnej. Podgatunek nominatywny występuje w regionie Bay of Planty oraz w Tongariro, a R. m. insula na niewielkiej Wyspie Little Barier, w regionie Auckland.